# М-40 (Буран)
М-40 (Бура́н), обозначаемый иногда РСС-40 (RSS-40) — межконтинентальная крылатая ракета (МКР) класса «поверхность-поверхность», разрабатывавшаяся в ОКБ Мясищева с апреля 1953 года по февраль 1960 года.

## История создания
Первые шаги по созданию межконтинентальной крылатой ракеты М-40 («М» — Мясищев, «40» — номер проекта) начались с опытно-конструкторских работ в апреле 1953 года. Статус государственного заказа они получили Постановлениями СМ СССР от 20 мая 1954 и 11 августа 1956 годов. Главным конструктором всего проекта, получившего порядковый номер 40, был назначен Г. Н. Назаров. Созданием маршевой ступени, проект 41, руководил Г. Д. Дермичев. Созданием стартовых ускорителей, проект 42, А. И. Злоказов.

## Общие сведения
По своей сути ракета М-40 является вертикально взлетающим беспилотным самолётом с крылом треугольной формы и стреловидностью в 70°. Крестообразное хвостовое оперение снабжено аэродинамическими рулями. В качестве маршевого двигателя использовался прямоточный воздушно-реактивный двигатель (ПВРД), разработанный в ОКБ М. М. Бондарюка. Топливо размещалось в кольцевых фюзеляжных баках.
Для старта и разгона до скорости запуска сверхзвукового маршевого двигателя использовались четыре ускорителя — жидкостных ракетных двигателя, разработанных в ОКБ В. П. Глушко, которые по использовании отстреливались.
Для наведения ракеты на цель в ходе полёта использовалась астроинерциальная навигация состоящая из гироинерциальной навигационной системы, разработанной под руководством Г. Толстоусова, с астрокоррекцией от звёздных датчиков, созданной под руководством Р. Чачикяна.

## Тактико-технические характеристики
Источник данных: книга Долгий путь к «Буре».
| Технические характеристики  | Технические характеристики |
| --------------------------- | -------------------------- |
| Стартовая масса, кг         | 175 480                    |
| Масса боевого заряда, кг    | 3 500                      |
| Полная длина, м             | 27,35                      |
| Высота, м                   | 7,15                       |
| Лётные характеристики       |                            |
| Система управления          | астронавигационная         |
| Скорость полёта, число Маха | 3,1                        |
| Проектируемая дальность, км | 8 000                      |
| Проектируемый потолок, км   | 17,0—36,0                  |
| Компоненты топлива          |                            |
| Окислитель                  | Азотная кислота (АК-27И)   |
| Горючее                     | Керосин + Тонка            |
| Ускорители                  |                            |
| Количество, шт.             | 4                          |
| Длина, м                    | 19,1                       |
| Диаметр корпуса, м          | 2,2                        |
| Тяга при старте, тс         | 4 × 70,071                 |
| Маршевая ступень            |                            |
| Масса, кг                   | 60 000                     |
| Длина, м                    | 23,3                       |
| Диаметр корпуса, м          | 2,35                       |
| Размах крыла, м             | 11,35                      |
| Площадь крыла, м²           | 98,662                     |
| Маршевый двигатель          | РД-018У                    |
| Диаметр двигателя, м        | 2                          |
| Тяга двигателя, тс          | 10,6                       |

## Судьба разработки
Несмотря на успехи в строительстве ракеты М-40, до лётных испытаний дело не дошло. Это связано с опережающим созданием первой советской межконтинентальной баллистической ракеты Р-7. Постановлением ЦК КПСС и Совета Министров СССР N138-48сс от 5 февраля 1960 года разработка МКР «Буран» была прекращена.